# NSWRL 1913/Ergebnisse
Diese Liste enthält die Ergebnisse der regulären Saison der NSWRL 1913. Die reguläre Saison startete am 3. Mai und endete am 16. August. Sie umfasste 14 Runden.

## Runde 1
| 3. Mai 15:15 | Annandale     | 5 : 7 | Balmain Tigers | Wentworth Park, Sydney Zuschauer: 5.000 Schiedsrichter: Arthur Farrow |
| 3. Mai 15:15 | (0:7) Bericht |       |                | Wentworth Park, Sydney Zuschauer: 5.000 Schiedsrichter: Arthur Farrow |

| 3. Mai 15:15 | Newtown Jets   | 15 : 17 | Eastern Suburbs | Sydney Cricket Ground, Sydney Zuschauer: 7.000 Schiedsrichter: Laurie Kearney |
| 3. Mai 15:15 | (10:7) Bericht |         |                 | Sydney Cricket Ground, Sydney Zuschauer: 7.000 Schiedsrichter: Laurie Kearney |

| 3. Mai 15:15 | North Sydney Bears | 15 : 19 | Glebe | North Sydney Oval, Sydney Zuschauer: 10.000 Schiedsrichter: Tom McMahon Sr. |
| 3. Mai 15:15 | (2:11) Bericht     |         |       | North Sydney Oval, Sydney Zuschauer: 10.000 Schiedsrichter: Tom McMahon Sr. |

| 3. Mai 15:15 | Western Suburbs Magpies | 11 : 33 | South Sydney Rabbitohs | Pratten Park, Sydney Zuschauer: 2.000 Schiedsrichter: Charles Hedley |
| 3. Mai 15:15 | (8:18) Bericht          |         |                        | Pratten Park, Sydney Zuschauer: 2.000 Schiedsrichter: Charles Hedley |

## Runde 2
| 10. Mai 15:15 | Annandale     | 4 : 10 | South Sydney Rabbitohs | Sydney Sports Ground, Sydney Zuschauer: 7.000 Schiedsrichter: Arthur Farrow |
| 10. Mai 15:15 | (4:5) Bericht |        |                        | Sydney Sports Ground, Sydney Zuschauer: 7.000 Schiedsrichter: Arthur Farrow |

| 10. Mai 15:15 | Balmain Tigers | 7 : 2 | Newtown Jets | Birchgrove Oval, Sydney Zuschauer: 6.000 Schiedsrichter: Laurie Kearney |
| 10. Mai 15:15 | (5:0) Bericht  |       |              | Birchgrove Oval, Sydney Zuschauer: 6.000 Schiedsrichter: Laurie Kearney |

| 10. Mai 15:15 | Eastern Suburbs | 15 : 8 | North Sydney Bears | Royal Agricultural Society Showground, Sydney Zuschauer: 8.000 Schiedsrichter: Tom McMahon Sr. |
| 10. Mai 15:15 | (8:2) Bericht   |        |                    | Royal Agricultural Society Showground, Sydney Zuschauer: 8.000 Schiedsrichter: Tom McMahon Sr. |

| 10. Mai 15:15 | Glebe         | 19 : 9 | Western Suburbs Magpies | Wentworth Park, Sydney Zuschauer: 2.000 Schiedsrichter: Charles Hedley |
| 10. Mai 15:15 | (5:3) Bericht |        |                         | Wentworth Park, Sydney Zuschauer: 2.000 Schiedsrichter: Charles Hedley |

## Runde 3
| 17. Mai 15:15 | Glebe          | 29 : 0 | Annandale | Wentworth Park, Sydney Zuschauer: 5.000 Schiedsrichter: Laurie Kearney |
| 17. Mai 15:15 | (11:0) Bericht |        |           | Wentworth Park, Sydney Zuschauer: 5.000 Schiedsrichter: Laurie Kearney |

| 17. Mai 15:15 | Newtown Jets  | 10 : 10 | North Sydney Bears | Erskineville Oval, Sydney Zuschauer: 5.000 Schiedsrichter: Charles Hedley |
| 17. Mai 15:15 | (2:5) Bericht |         |                    | Erskineville Oval, Sydney Zuschauer: 5.000 Schiedsrichter: Charles Hedley |

| 17. Mai 15:15 | South Sydney Rabbitohs | 16 : 10 | Balmain Tigers | Sydney Cricket Ground, Sydney Zuschauer: 25.000 Schiedsrichter: Tom McMahon Sr. |
| 17. Mai 15:15 | (5:6) Bericht          |         |                | Sydney Cricket Ground, Sydney Zuschauer: 25.000 Schiedsrichter: Tom McMahon Sr. |

| 17. Mai 15:15 | Western Suburbs Magpies | 5 : 9 | Eastern Suburbs | Pratten Park, Sydney Zuschauer: 2.000 Schiedsrichter: A. Ballerum |
| 17. Mai 15:15 | (5:4) Bericht           |       |                 | Pratten Park, Sydney Zuschauer: 2.000 Schiedsrichter: A. Ballerum |

## Runde 4
| 24. Mai 15:15 | Eastern Suburbs | 33 : 5 | Annandale | Royal Agricultural Society Showground, Sydney Zuschauer: 5.000 Schiedsrichter: E. Shaw |
| 24. Mai 15:15 | (16:0) Bericht  |        |           | Royal Agricultural Society Showground, Sydney Zuschauer: 5.000 Schiedsrichter: E. Shaw |

| 24. Mai 15:15 | Glebe         | 8 : 4 | Balmain Tigers | Wentworth Park, Sydney Zuschauer: 12.500 Schiedsrichter: Laurie Kearney |
| 24. Mai 15:15 | (3:4) Bericht |       |                | Wentworth Park, Sydney Zuschauer: 12.500 Schiedsrichter: Laurie Kearney |

| 24. Mai 15:15 | Newtown Jets   | 16 : 13 | South Sydney Rabbitohs | Sydney Cricket Ground, Sydney Zuschauer: 11.000 Schiedsrichter: Tom McMahon Sr. |
| 24. Mai 15:15 | (5:11) Bericht |         |                        | Sydney Cricket Ground, Sydney Zuschauer: 11.000 Schiedsrichter: Tom McMahon Sr. |

| 24. Mai 15:15 | North Sydney Bears | 27 : 19 | Western Suburbs Magpies | North Sydney Oval, Sydney Zuschauer: 5.000 Schiedsrichter: Charles Hedley |
| 24. Mai 15:15 | (8:10) Bericht     |         |                         | North Sydney Oval, Sydney Zuschauer: 5.000 Schiedsrichter: Charles Hedley |

## Runde 5
| 31. Mai 15:15 | Annandale     | 5 : 11 | North Sydney Bears | North Sydney Oval, Sydney Zuschauer: 5.000 Schiedsrichter: E. Shaw |
| 31. Mai 15:15 | (5:3) Bericht |        |                    | North Sydney Oval, Sydney Zuschauer: 5.000 Schiedsrichter: E. Shaw |

| 31. Mai 15:15 | Balmain Tigers | 0 : 12 | Eastern Suburbs | Wentworth Park, Sydney Zuschauer: 7.000 Schiedsrichter: Laurie Kearney |
| 31. Mai 15:15 | (0:5) Bericht  |        |                 | Wentworth Park, Sydney Zuschauer: 7.000 Schiedsrichter: Laurie Kearney |

| 31. Mai 15:15 | Newtown Jets  | 27 : 2 | Western Suburbs Magpies | Erskineville Oval, Sydney Zuschauer: 2.000 Schiedsrichter: Charles Hedley |
| 31. Mai 15:15 | (5:2) Bericht |        |                         | Erskineville Oval, Sydney Zuschauer: 2.000 Schiedsrichter: Charles Hedley |

| 31. Mai 15:15 | South Sydney Rabbitohs | 9 : 6 | Glebe | Sydney Cricket Ground, Sydney Zuschauer: 27.000 Schiedsrichter: Tom McMahon Sr. |
| 31. Mai 15:15 | (2:3) Bericht          |       |       | Sydney Cricket Ground, Sydney Zuschauer: 27.000 Schiedsrichter: Tom McMahon Sr. |

## Runde 6
| 14. Juni 15:15 | Balmain Tigers | 4 : 4 | North Sydney Bears | Birchgrove Oval, Sydney Zuschauer: 4.000 Schiedsrichter: Arthur Farrow |
| 14. Juni 15:15 | (2:0) Bericht  |       |                    | Birchgrove Oval, Sydney Zuschauer: 4.000 Schiedsrichter: Arthur Farrow |

| 14. Juni 15:15 | Eastern Suburbs | 12 : 0 | South Sydney Rabbitohs | Sydney Cricket Ground, Sydney Zuschauer: 23.000 Schiedsrichter: Charles Hedley |
| 14. Juni 15:15 | (4:0) Bericht   |        |                        | Sydney Cricket Ground, Sydney Zuschauer: 23.000 Schiedsrichter: Charles Hedley |

| 14. Juni 15:15 | Glebe         | 3 : 7 | Newtown Jets | Wentworth Park, Sydney Zuschauer: 7.500 Schiedsrichter: E. Shaw |
| 14. Juni 15:15 | (0:7) Bericht |       |              | Wentworth Park, Sydney Zuschauer: 7.500 Schiedsrichter: E. Shaw |

| 14. Juni 15:15 | Western Suburbs Magpies | 11 : 6 | Annandale | Pratten Park, Sydney Zuschauer: 1.000 Schiedsrichter: Horrie Millington |
| 14. Juni 15:15 | (8:2) Bericht           |        |           | Pratten Park, Sydney Zuschauer: 1.000 Schiedsrichter: Horrie Millington |

## Runde 7
| 28. Juni 15:15 | Balmain Tigers | 5 : 7 | Western Suburbs Magpies | Birchgrove Oval, Sydney Zuschauer: 3.000 Schiedsrichter: Horrie Millington |
| 28. Juni 15:15 | (5:7) Bericht  |       |                         | Birchgrove Oval, Sydney Zuschauer: 3.000 Schiedsrichter: Horrie Millington |

| 28. Juni 15:15 | Eastern Suburbs | 28 : 9 | Glebe | Royal Agricultural Society Showground, Sydney Zuschauer: 12.000 Schiedsrichter: Charles Hedley |
| 28. Juni 15:15 | (10:0) Bericht  |        |       | Royal Agricultural Society Showground, Sydney Zuschauer: 12.000 Schiedsrichter: Charles Hedley |

| 28. Juni 15:15 | Newtown Jets   | 25 : 15 | Annandale | Wentworth Park, Sydney Zuschauer: 2.000 Schiedsrichter: Tom Dickenson |
| 28. Juni 15:15 | (5:15) Bericht |         |           | Wentworth Park, Sydney Zuschauer: 2.000 Schiedsrichter: Tom Dickenson |

| 28. Juni 15:15 | South Sydney Rabbitohs | 8 : 5 | North Sydney Bears | Sydney Sports Ground, Sydney Zuschauer: 4.000 Schiedsrichter: Tom McMahon Sr. |
| 28. Juni 15:15 | (5:3) Bericht          |       |                    | Sydney Sports Ground, Sydney Zuschauer: 4.000 Schiedsrichter: Tom McMahon Sr. |

## Runde 8
| 5. Juli 15:15 | Balmain Tigers | 7 : 16 | Annandale | Birchgrove Oval, Sydney Zuschauer: 3.000 Schiedsrichter: A. Norton |
| 5. Juli 15:15 | (4:8) Bericht  |        |           | Birchgrove Oval, Sydney Zuschauer: 3.000 Schiedsrichter: A. Norton |

| 5. Juli 15:15 | Eastern Suburbs | 11 : 14 | Newtown Jets | Sydney Cricket Ground, Sydney Zuschauer: 23.000 Schiedsrichter: Tom McMahon Sr. |
| 5. Juli 15:15 | (8:10) Bericht  |         |              | Sydney Cricket Ground, Sydney Zuschauer: 23.000 Schiedsrichter: Tom McMahon Sr. |

| 5. Juli 15:15 | Glebe           | 35 : 17 | North Sydney Bears | Wentworth Park, Sydney Zuschauer: 3.000 Schiedsrichter: Charles Hedley |
| 5. Juli 15:15 | (16:10) Bericht |         |                    | Wentworth Park, Sydney Zuschauer: 3.000 Schiedsrichter: Charles Hedley |

| 5. Juli 15:15 | South Sydney Rabbitohs | 29 : 5 | Western Suburbs Magpies | Sydney Sports Ground, Sydney Zuschauer: 1.500 Schiedsrichter: Arthur Farrow |
| 5. Juli 15:15 | (5:5) Bericht          |        |                         | Sydney Sports Ground, Sydney Zuschauer: 1.500 Schiedsrichter: Arthur Farrow |

## Runde 9
| 12. Juli 15:15 | Glebe          | 27 : 8 | Western Suburbs Magpies | Wentworth Park, Sydney Zuschauer: 3.000 Schiedsrichter: Arthur Farrow |
| 12. Juli 15:15 | (13:0) Bericht |        |                         | Wentworth Park, Sydney Zuschauer: 3.000 Schiedsrichter: Arthur Farrow |

| 12. Juli 15:15 | Newtown Jets  | 13 : 2 | Balmain Tigers | Erskineville Oval, Sydney Zuschauer: 5.000 Schiedsrichter: Charles Hedley |
| 12. Juli 15:15 | (5:2) Bericht |        |                | Erskineville Oval, Sydney Zuschauer: 5.000 Schiedsrichter: Charles Hedley |

| 12. Juli 15:15 | North Sydney Bears | 18 : 24 | Eastern Suburbs | Sydney Cricket Ground, Sydney Zuschauer: 7.000 Schiedsrichter: Tom McMahon Sr. |
| 12. Juli 15:15 | (13:16) Bericht    |         |                 | Sydney Cricket Ground, Sydney Zuschauer: 7.000 Schiedsrichter: Tom McMahon Sr. |

| 12. Juli 15:15 | South Sydney Rabbitohs | 31 : 7 | Annandale | Sydney Sports Ground, Sydney Zuschauer: 6.000 Schiedsrichter: A. Bolton |
| 12. Juli 15:15 | (3:5) Bericht          |        |           | Sydney Sports Ground, Sydney Zuschauer: 6.000 Schiedsrichter: A. Bolton |

## Runde 10
| 19. Juli 15:15 | Annandale     | 2 : 8 | Glebe | Wentworth Park, Sydney Zuschauer: 3.000 Schiedsrichter: Arthur Farrow |
| 19. Juli 15:15 | (2:5) Bericht |       |       | Wentworth Park, Sydney Zuschauer: 3.000 Schiedsrichter: Arthur Farrow |

| 19. Juli 15:15 | Balmain Tigers | 14 : 6 | South Sydney Rabbitohs | Birchgrove Oval, Sydney Zuschauer: 6.000 Schiedsrichter: Tom McMahon Sr. |
| 19. Juli 15:15 | (9:3) Bericht  |        |                        | Birchgrove Oval, Sydney Zuschauer: 6.000 Schiedsrichter: Tom McMahon Sr. |

| 19. Juli 15:15 | Eastern Suburbs | 11 : 10 | Western Suburbs Magpies | Royal Agricultural Society Showground, Sydney Zuschauer: 4.000 Schiedsrichter: Charles Hedley |
| 19. Juli 15:15 | (3:0) Bericht   |         |                         | Royal Agricultural Society Showground, Sydney Zuschauer: 4.000 Schiedsrichter: Charles Hedley |

| 19. Juli 15:15 | North Sydney Bears | 10 : 14 | Newtown Jets | North Sydney Oval, Sydney Zuschauer: 8.000 Schiedsrichter: A. Bolton |
| 19. Juli 15:15 | (2:7) Bericht      |         |              | North Sydney Oval, Sydney Zuschauer: 8.000 Schiedsrichter: A. Bolton |

## Runde 11
| 26. Juli 15:15 | Annandale      | 8 : 19 | Eastern Suburbs | Wentworth Park, Sydney Zuschauer: 2.000 Schiedsrichter: Horrie Millington |
| 26. Juli 15:15 | (5:13) Bericht |        |                 | Wentworth Park, Sydney Zuschauer: 2.000 Schiedsrichter: Horrie Millington |

| 26. Juli 15:15 | Balmain Tigers | 10 : 6 | Glebe | Birchgrove Oval, Sydney Zuschauer: 4.000 Schiedsrichter: Arthur Farrow |
| 26. Juli 15:15 | (5:3) Bericht  |        |       | Birchgrove Oval, Sydney Zuschauer: 4.000 Schiedsrichter: Arthur Farrow |

| 26. Juli 15:15 | North Sydney Bears | 20 : 6 | Western Suburbs Magpies | North Sydney Oval, Sydney Zuschauer: 4.000 Schiedsrichter: Charles Hedley |
| 26. Juli 15:15 | (11:0) Bericht     |        |                         | North Sydney Oval, Sydney Zuschauer: 4.000 Schiedsrichter: Charles Hedley |

| 26. Juli 15:15 | South Sydney Rabbitohs | 14 : 5 | Newtown Jets | Sydney Cricket Ground, Sydney Zuschauer: 20.000 Schiedsrichter: Tom McMahon Sr. |
| 26. Juli 15:15 | (8:2) Bericht          |        |              | Sydney Cricket Ground, Sydney Zuschauer: 20.000 Schiedsrichter: Tom McMahon Sr. |

## Runde 12
| 2. August 15:15 | Eastern Suburbs | 13 : 5 | Balmain Tigers | Sydney Cricket Ground, Sydney Zuschauer: 12.000 Schiedsrichter: Tom McMahon Sr. |
| 2. August 15:15 | (0:5) Bericht   |        |                | Sydney Cricket Ground, Sydney Zuschauer: 12.000 Schiedsrichter: Tom McMahon Sr. |

| 2. August 15:15 | Glebe          | 6 : 15 | South Sydney Rabbitohs | Wentworth Park, Sydney Zuschauer: 8.000 Schiedsrichter: Arthur Farrow |
| 2. August 15:15 | (3:12) Bericht |        |                        | Wentworth Park, Sydney Zuschauer: 8.000 Schiedsrichter: Arthur Farrow |

| 2. August 15:15 | North Sydney Bears | 18 : 20 | Annandale | North Sydney Oval, Sydney Zuschauer: 5.000 Schiedsrichter: E. Shaw |
| 2. August 15:15 | (8:15) Bericht     |         |           | North Sydney Oval, Sydney Zuschauer: 5.000 Schiedsrichter: E. Shaw |

| 2. August 15:15 | Western Suburbs Magpies | 14 : 17 | Newtown Jets | Pratten Park, Sydney Zuschauer: 1.500 Schiedsrichter: Charles Hedley |
| 2. August 15:15 | (11:0) Bericht          |         |              | Pratten Park, Sydney Zuschauer: 1.500 Schiedsrichter: Charles Hedley |

## Runde 13
| 9. August 15:15 | Annandale     | 18 : 0 | Western Suburbs Magpies | Wentworth Park, Sydney Zuschauer: 2.000 Schiedsrichter: Horrie Millington |
| 9. August 15:15 | (5:0) Bericht |        |                         | Wentworth Park, Sydney Zuschauer: 2.000 Schiedsrichter: Horrie Millington |

| 9. August 15:15 | Newtown Jets  | 28 : 9 | Glebe | Erskineville Oval, Sydney Zuschauer: 3.000 Schiedsrichter: Charles Hedley |
| 9. August 15:15 | (6:6) Bericht |        |       | Erskineville Oval, Sydney Zuschauer: 3.000 Schiedsrichter: Charles Hedley |

| 9. August 15:15 | North Sydney Bears | 19 : 5 | Balmain Tigers | North Sydney Oval, Sydney Zuschauer: 5.000 Schiedsrichter: E. Shaw |
| 9. August 15:15 | (8:0) Bericht      |        |                | North Sydney Oval, Sydney Zuschauer: 5.000 Schiedsrichter: E. Shaw |

| 9. August 15:15 | South Sydney Rabbitohs | 7 : 14 | Eastern Suburbs | Sydney Cricket Ground, Sydney Zuschauer: 25.000 Schiedsrichter: Tom McMahon Sr. |
| 9. August 15:15 | (7:9) Bericht          |        |                 | Sydney Cricket Ground, Sydney Zuschauer: 25.000 Schiedsrichter: Tom McMahon Sr. |

## Runde 14
| 16. August 15:15 | Annandale     | 8 : 10 | Newtown Jets | Wentworth Park, Sydney Zuschauer: 1.000 Schiedsrichter: S. Brown |
| 16. August 15:15 | (6:8) Bericht |        |              | Wentworth Park, Sydney Zuschauer: 1.000 Schiedsrichter: S. Brown |

| 16. August 15:15 | Balmain Tigers | 3 : 8 | Western Suburbs Magpies | Birchgrove Oval, Sydney Zuschauer: 2.000 Schiedsrichter: T. McIntosh |
| 16. August 15:15 | (3:5) Bericht  |       |                         | Birchgrove Oval, Sydney Zuschauer: 2.000 Schiedsrichter: T. McIntosh |

| 16. August 15:15 | Glebe         | 14 : 9 | Eastern Suburbs | Royal Agricultural Society Showground, Sydney Zuschauer: 10.000 Schiedsrichter: Tom Dickenson |
| 16. August 15:15 | (0:7) Bericht |        |                 | Royal Agricultural Society Showground, Sydney Zuschauer: 10.000 Schiedsrichter: Tom Dickenson |

| 16. August 15:15 | North Sydney Bears | 17 : 9 | South Sydney Rabbitohs | North Sydney Oval, Sydney Zuschauer: 5.000 Schiedsrichter: Lance Hansen |
| 16. August 15:15 | (3:6) Bericht      |        |                        | North Sydney Oval, Sydney Zuschauer: 5.000 Schiedsrichter: Lance Hansen |